# Zürcher geschnetzeltes

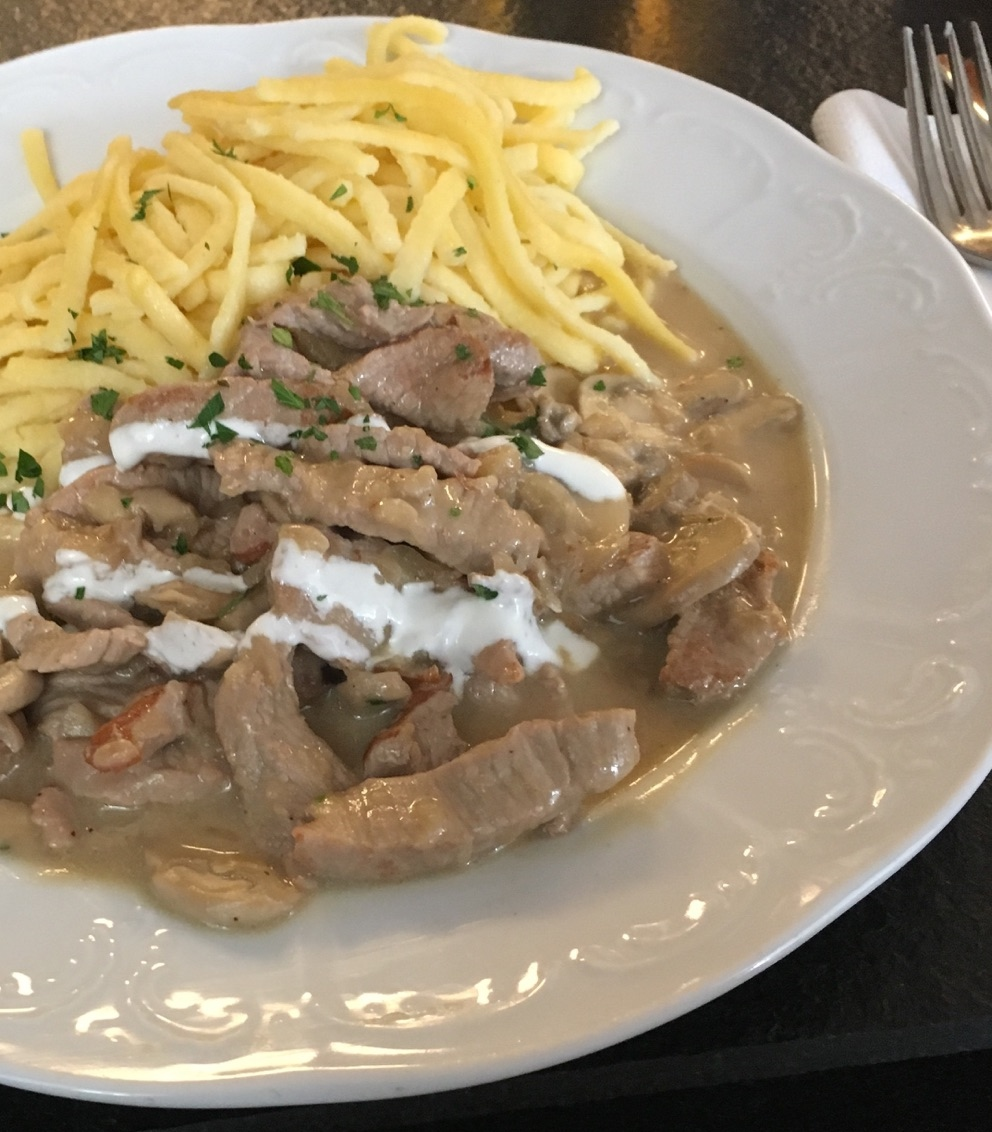
Zürcher geschnetzeltes met Spätzle

Zürcher geschnetzeltes (in Zwitserduits: Züri Gschnätzlets) is een nationaal Zwitsers gerecht, hoewel de naam naar Zürich verwijst. Het is een ragout van kalfsvlees met een pittige, romige saus.
Naast fijngesneden (geschnetzeltes) kalfsvlees bestaan de ingrediënten uit champignons, sjalotten, meel, witte wijn en room. Als smaakmakers worden zout, peper en citroenrasp toegevoegd. Peterselie rondt het gerecht af.
Het wordt veelal gecombineerd met rösti.
In veel restaurants in Zwitserland is dit gerecht op de kaart te vinden.